# Lennart Svensson (journalist)
Karl Lennart Svensson, född 5 maj 1924 i Hedemora landsförsamling, död 13 maj 2020 i Hedemora, var en svensk socialdemokrat, journalist och chefredaktör för Västmanlands Folkblad.
Svensson växte upp i Hedemora som son till sågverksarbetaren Alvar Svensson och Hilda (f. Sundström), och arbetade som ung på sågverk och pappersfabrik. Som 15-åring blev han vald till sekreterare för socialdemokratiska ungdomsklubben, för att året efter bli ordförande. Han blev journalist vid Västmanlands Folkblad 1949. Han var ledamot i stadsfullmäktige i Köping 1949–1954. Han blev pressombudsman på Handelsanställdas förbund 1958–1968, och ombudsman på Stockholms arbetarekommun 1968–1972. Fram till pensionen 1984 var han chefredaktör för Västmanlands Folkblad. Efter pensioneringen var han även ledarskribent för Dala-Demokraten.
Han var mycket engagerad i kontakter med Finlands svenska socialdemokrater, och deltog i över 50 av arbetarförbundets kongresser. 2015 instiftades ett Lennart Svensson-stipendium vid FSD:s kongress i Jakobstad. Svensson tilldelades Finlands Socialdemokratiska Partis Rafael Paasio-medalj.
Svensson var 1947–1951 gift med Inga Pettersson, och från och med 1954 med Marit Martikainen (1925–2007).